# Jalizawa (stacja kolejowa)
Jalizawa (biał. Ялізава, ros. Елизово) – stacja kolejowa w miejscowości Jalizawa, w rejonie osipowickim, w obwodzie mohylewskim, na Białorusi. Położona jest na linii Osipowicze – Mohylew.
Stacja istniała przed II wojną światową. Nosiła wówczas nazwę Świsłocz od pobliskiego miasteczka Świsłocz.